# Pierre-Yves Michel

Wappen als Bischof von Valence

Pierre-Yves Michel (* 17. Februar 1960 in Roanne) ist ein französischer Geistlicher und römisch-katholischer Bischof von Nancy-Toul.

## Leben
Pierre-Yves Michel studierte zunächst Rechtswissenschaft an der Universität Lyon III und erwarb ein Diplôme d’études supérieures spécialisées in Notariatsrecht. Anschließend studierte er an den Priesterseminaren in Paray-le-Monial und Lyon, wo er eine Maîtrise in Theologie erwarb. Albert Kardinal Decourtray spendete ihm am 1. Juli 1990 die Diakonen- und am 30. Juni 1991 in der Kathedrale von Lyon das Sakrament der Priesterweihe für das Erzbistum Lyon.
Nach seelsorglicher Tätigkeit als Kaplan studierte er von 1993 bis 1995 in Paris am Institut Supérieur de Pastorale Catéchétique und erwarb im November 1995 das damit verbundene Diplom der Theologischen Fakultät des Institut Catholique de Paris. Während seines Aufenthalts in Paris war er außerdem in der Pfarr- und Schulseelsorge tätig. Nach weiteren Tätigkeiten in der Gemeinde- und Jugendseelsorge war er von 1999 bis 2003 Diözesanbeauftragter für die Katechese und die Jugendseelsorge, Sekretär des bischöflichen Rates sowie Bischofsvikar für Katechese und Katechumenat. Von 2005 bis 2007 war er Pfarrer der Pfarrei Saint-Priest und gehörte dem Priesterrat sowie dem Konsultorenkollegium an. Von 2007 bis 2014 war er Generalvikar und Moderator der Kurie des Erzbistums Lyon.
Am 4. April 2014 ernannte ihn Papst Franziskus zum Bischof von Valence. Die Bischofsweihe spendete ihm der Erzbischof von Lyon, Philippe Kardinal Barbarin, am 29. Mai desselben Jahres im Parc des Expositions in Valence. Mitkonsekratoren waren der Bischof von Metz, Jean-Christophe Lagleize, und der Bischof von Oran, Jean-Paul Vesco OP.
Papst Franziskus ernannte ihn am 6. April 2023 zum Bischof von Nancy-Toul. Die Amtseinführung fand am 18. Mai desselben Jahres statt.